# Афинский Акрополь
Афи́нский Акро́поль (греч. Ακρόπολη Αθηνών) — акрополь в городе Афины, представляющий собой 156-метровый скалистый холм с пологой вершиной (ок. 300 м в длину и 170 м в ширину). Также внутри имелось немало храмов, где возносились молитвы греческим богам и воздавались жертвы. В настоящее время Акрополь — выдающийся памятник архитектурного искусства.
Хотя есть свидетельства того, что холм был заселён ещё в четвёртом тысячелетии до н. э., наиболее важные сооружения на этом месте, включая Парфенон, Пропилеи, Эрехтейон и Храм Ники Аптерос, были построены в V веке до н. э. по инициативе Перикла. Парфенон и другие здания были серьёзно повреждены при осаде венецианцами в 1687 году, во время турецко-венецианской войны (1684—1699), когда порох, хранившийся в Парфеноне, был поражён пушечным ядром и взорвался.

## История

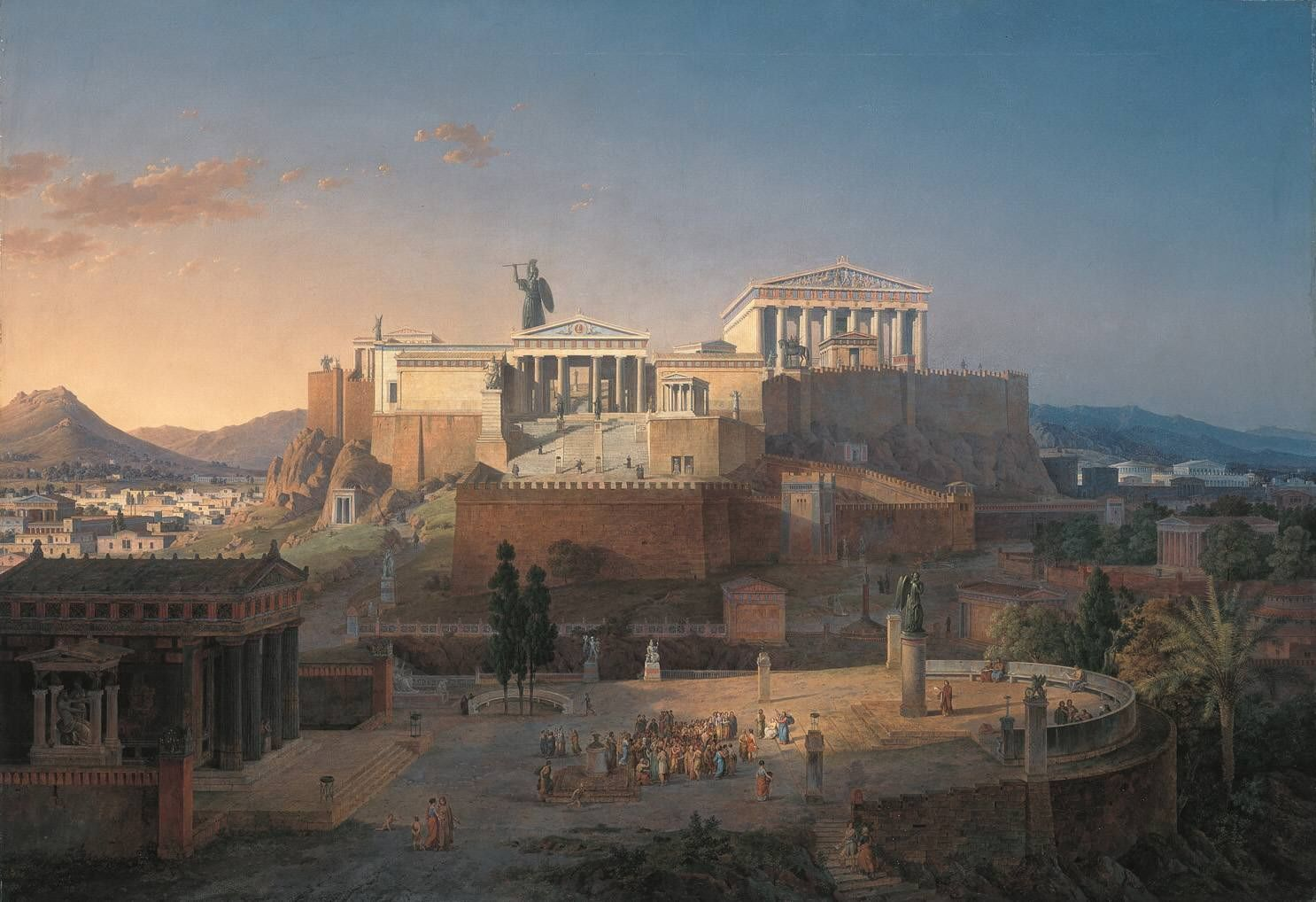
Акрополь в древности (реконструкция L.Klenze, 1846 г.)

Первые укрепления на скалистом отроге размером 300 м на 130 м, поднимающемся на окраине Афин, появились ещё задолго до наступления классического периода. Уже во времена архаики здесь располагались величественные храмы, скульптуры, различные предметы культа. Акрополь также называют «Кекропия» (Cecropia) или «Кекропс» (Kekrops) — в честь Кекропса, который по легенде был первым царём Афин и основателем Акрополя.
В микенский период (XV—XIII вв. до н. э.) Акрополь являлся укреплённой царской резиденцией. В VII—VI вв. до н. э. здесь велось большое строительство. При тиране Писистрате (560—527 гг. до н. э.) на месте царского дворца был построен храм богини Афины Гекатомпедон (то есть храм длиною в сто шагов; сохранились фрагменты скульптур фронтонов, выявлен фундамент). В 480 году до н. э. во время греко-персидских войн храмы Акрополя были разрушены персами.
Жители Афин дали клятву восстановить святыни только после изгнания врагов из Эллады.

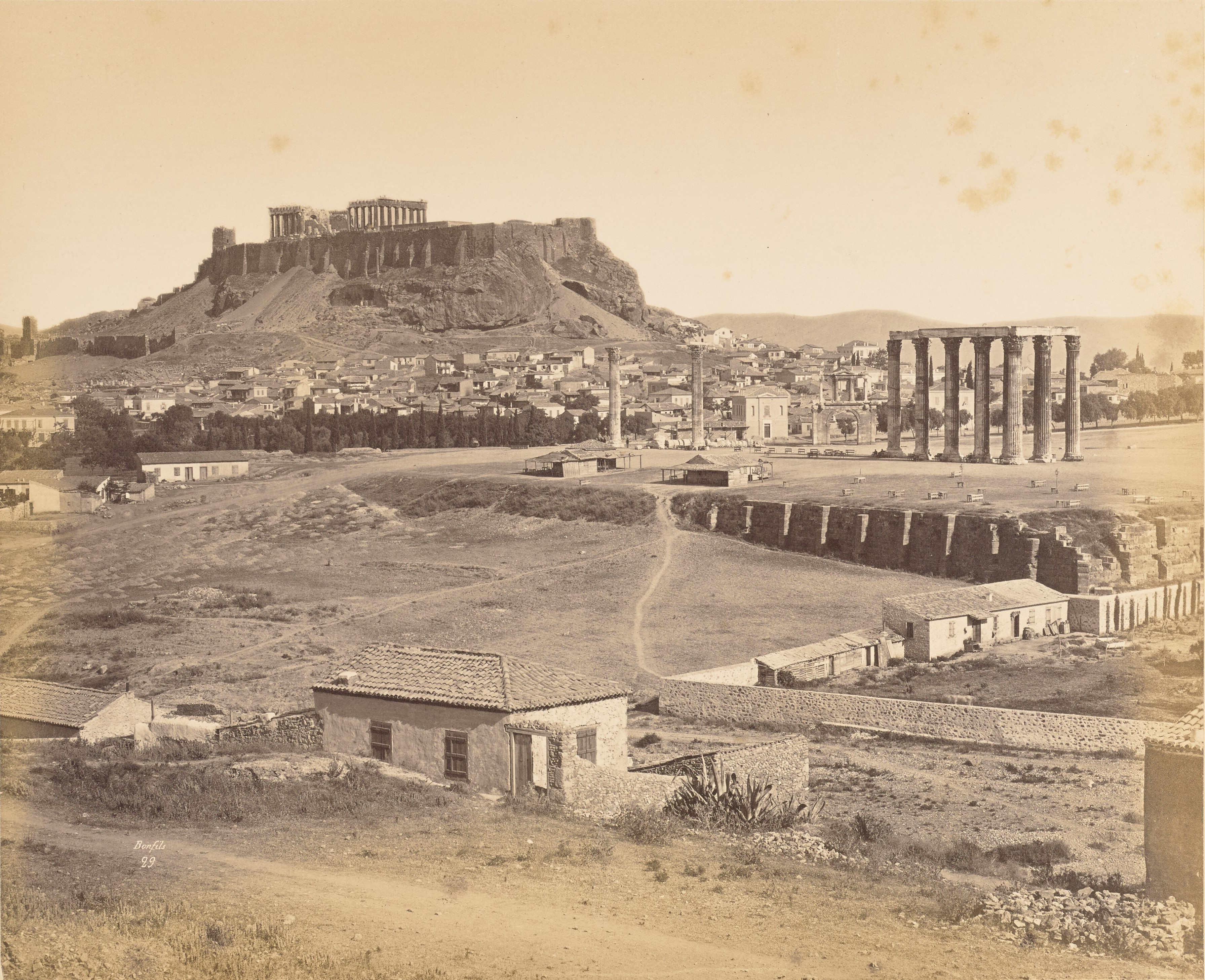
Акрополь. Фото около 1870 г.

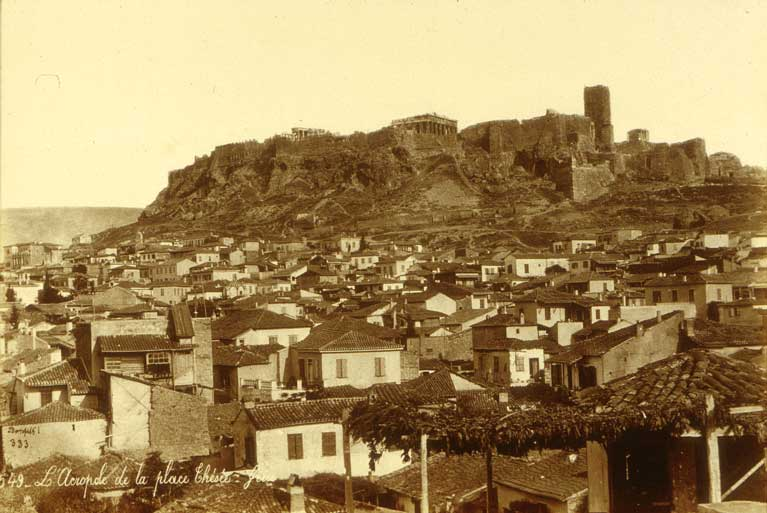
Акрополь. Фото около 1870 г.

В 447 году до н. э. по инициативе Перикла на Акрополе началось новое строительство; руководство всеми работами было поручено знаменитому скульптору Фидию, который, видимо и явился автором проекта, лёгшего в основу всего комплекса, его архитектурного и скульптурного облика. Над созданием ансамбля Акрополя работали также зодчие Калликрат, Иктин, Мнесикл, Архилох и другие.
В V веке Парфенон стал церковью Богоматери, статуя Афины Парфенос была перевезена в Константинополь. После завоевания Греции турками (в XV веке) храм превратили в мечеть, к которой пристроили минареты, затем — в арсенал; Эрехтейон стал гаремом турецкого паши, храм Ники Аптерос был разобран, из его блоков сложена стена бастиона. Во время осады Акрополя в 1687 году после попадания ядра венецианской мортиры взрыв уничтожил почти всю центральную часть Парфенона, так как в нём был турецкий склад боеприпасов. При неудачной попытке венецианцев снять скульптуры с храма несколько статуй были разбиты. В начале XIX века лорд Элджин выломал ряд метоп, десятки метров фриза и почти все сохранившиеся скульптуры фронтонов Парфенона, кариатиду — из портика Эрехтейона.
В 1827 году во время обороны Акрополя греческими повстанцами от турецкого пушечного ядра сильно пострадал храм Эрехтейон. Предыдущие попытки турок взорвать Акрополь с помощью подкопов сорвал греческий сапёр Костас Хормовитис, имя которого дано одной из центральных улиц.
После провозглашения независимости Греции в ходе реставрационных работ (в основном в конце XIX века) по возможности был восстановлен древний облик Акрополя: ликвидирована вся поздняя застройка на его территории, заново выложен храм Ники Аптерос и т. п. Рельефы и скульптуры храмов Акрополя находятся в Британском музее (Лондон), в Лувре (Париж) и Музее Акрополя. Остававшиеся под открытым небом скульптуры сейчас заменены копиями.

- 1. Парфенон
- 2. Гекатомпедон
- 3. Алтарь Афины Полиас
- 4. Эрехтейон
- 5. Статуя Афины Промахос
- 6. Пропилеи
- 7. Храм Ники Аптерос
- 8. Храм Афродиты Пандемос и Пейто
- 9. Пеласгическая стена (Микенская стена)
- 10. Бравронейон
- 11. Халкотека
- 12. Храм Афины Эргане (возможное местоположение)
- 13. Пандросейон
- 14. Аррефорион
- 15. Квартал Зевса Полиада
- 16. Святилище Пандиона
- 17. Храм Августа и Ромы
- 18. Пьедестал Агриппы
- 19. Врата Бёле
- 20. Одеон Герода Аттика
- 21. Стоя Эвмена
- 22. Асклепион
- 23. Театр Диониса
- 24. Святилище Диониса Элефтериоса
- 25. Хорегический монумент Фрасилла
- 26. Хорегический монумент Никия
- 27. Одеон Перикла
- 28. Перипатос (древняя тропа вокруг Акрополя)
- 29. Клепсидра (источник)
- 30. Священные пещеры Аполлона, Зевса и Пана
- 31. Микенский источник
- 32. Святилище Афродиты и Эроса
- 33. Межа Перипатоса
- 34. Святилище Аглавры
- 35. Панафинейская дорога

Легенда:
 Микенский период
 Архаический период
 Классический период
 Эллинистический период
 Римский период

## Галерея

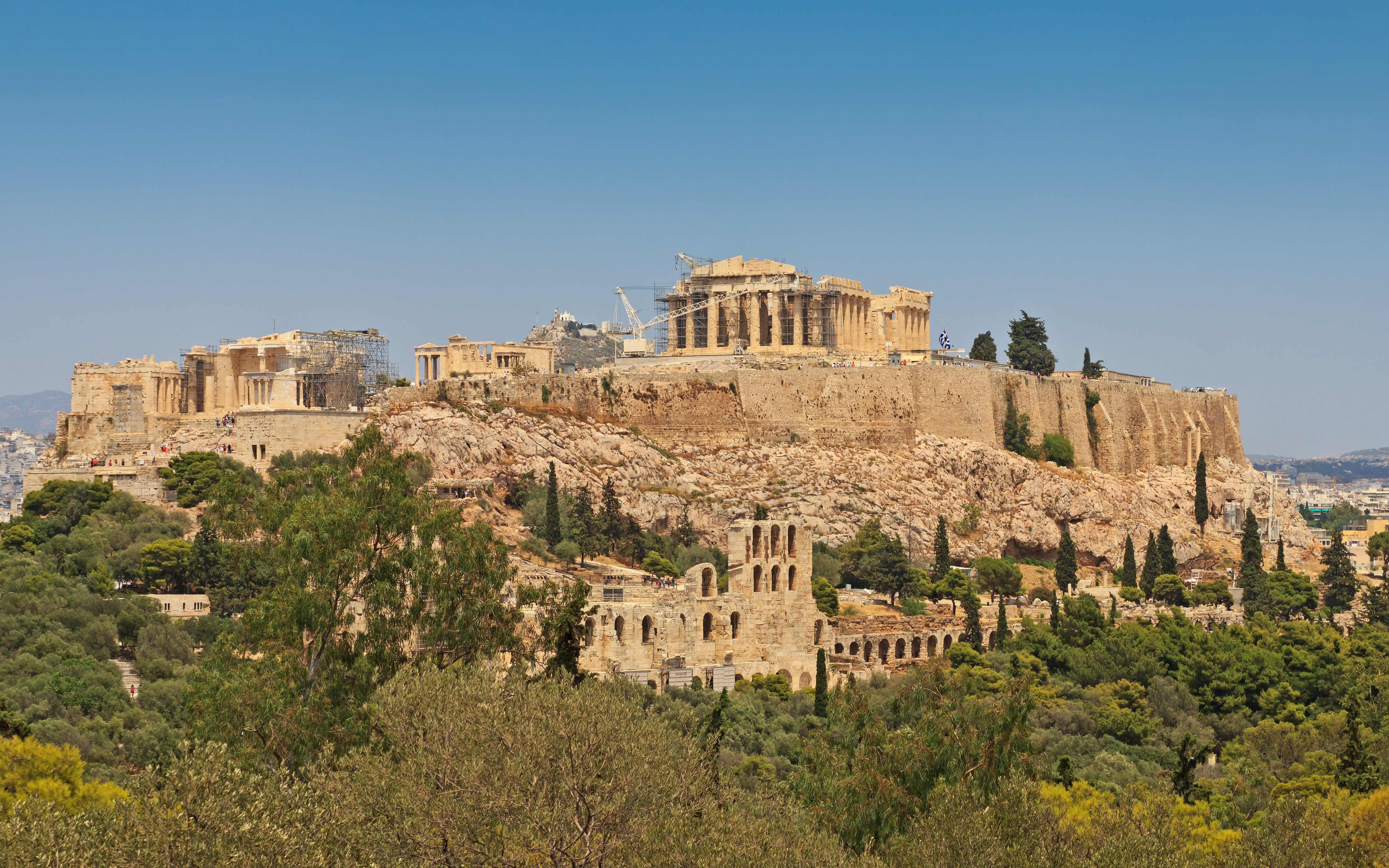
Акрополь
Вид на Акрополь
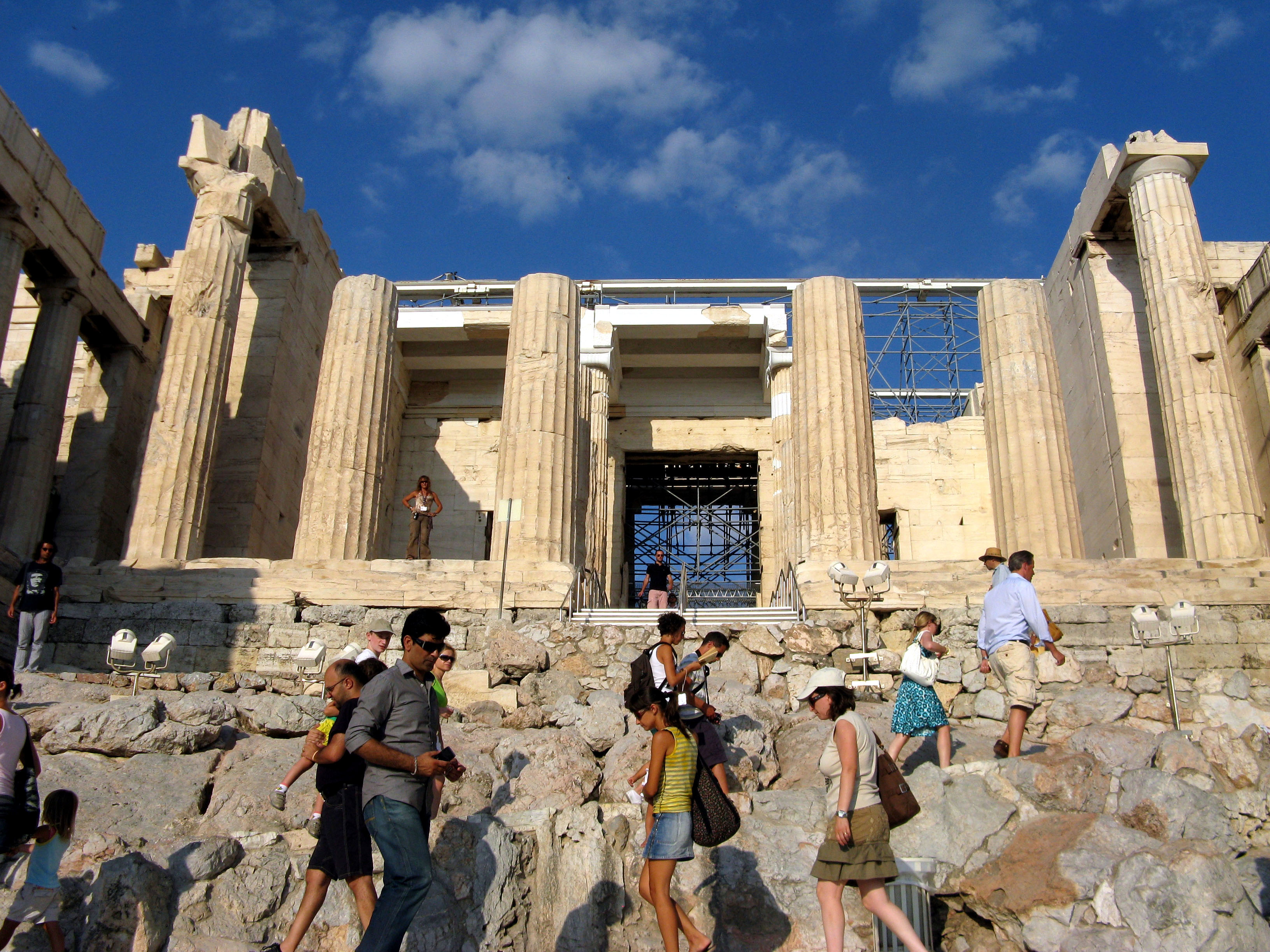
Вход в Акрополь
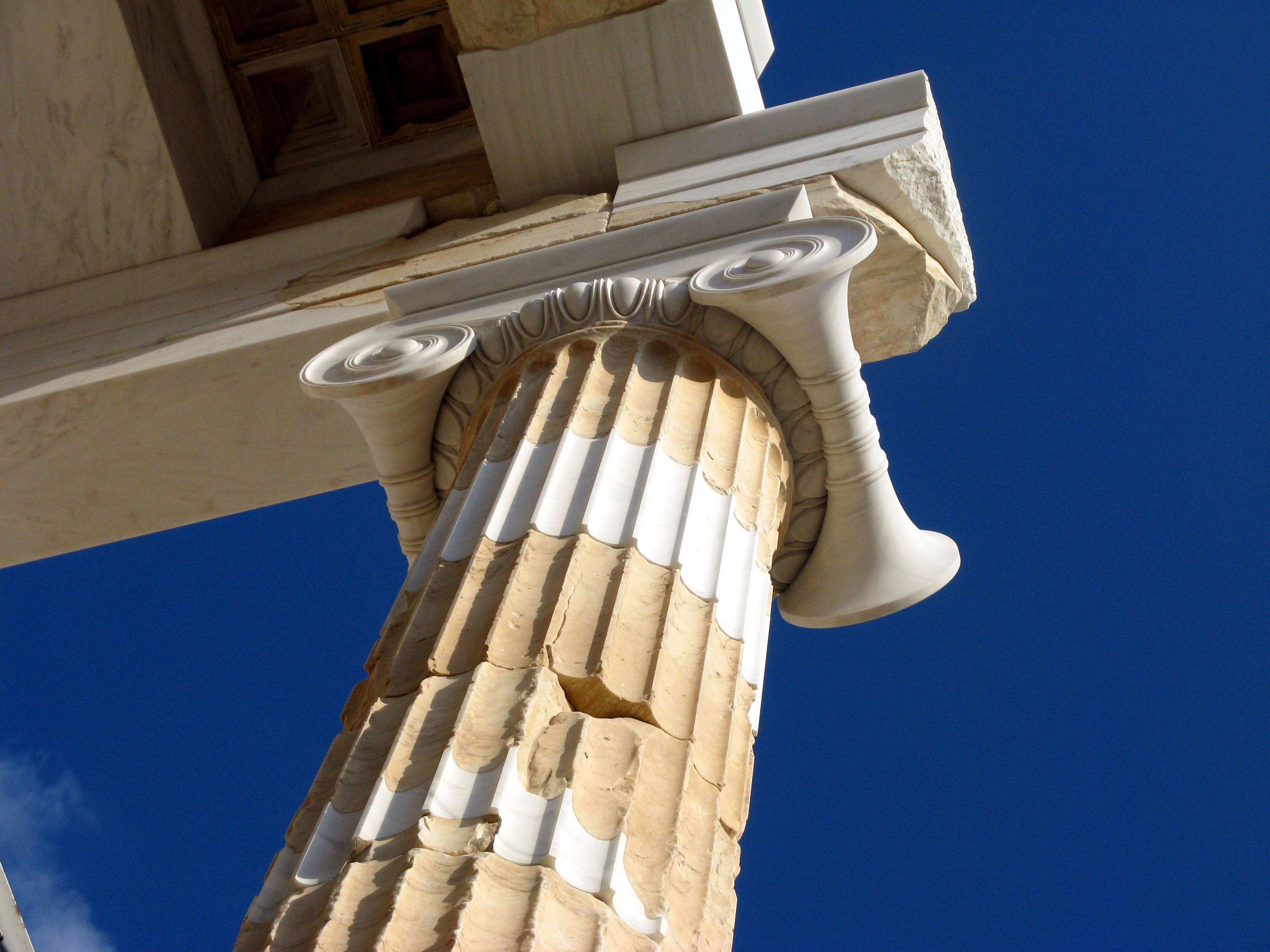
Отреставрированная ионическая колонна на входе в Афинский Акрополь.
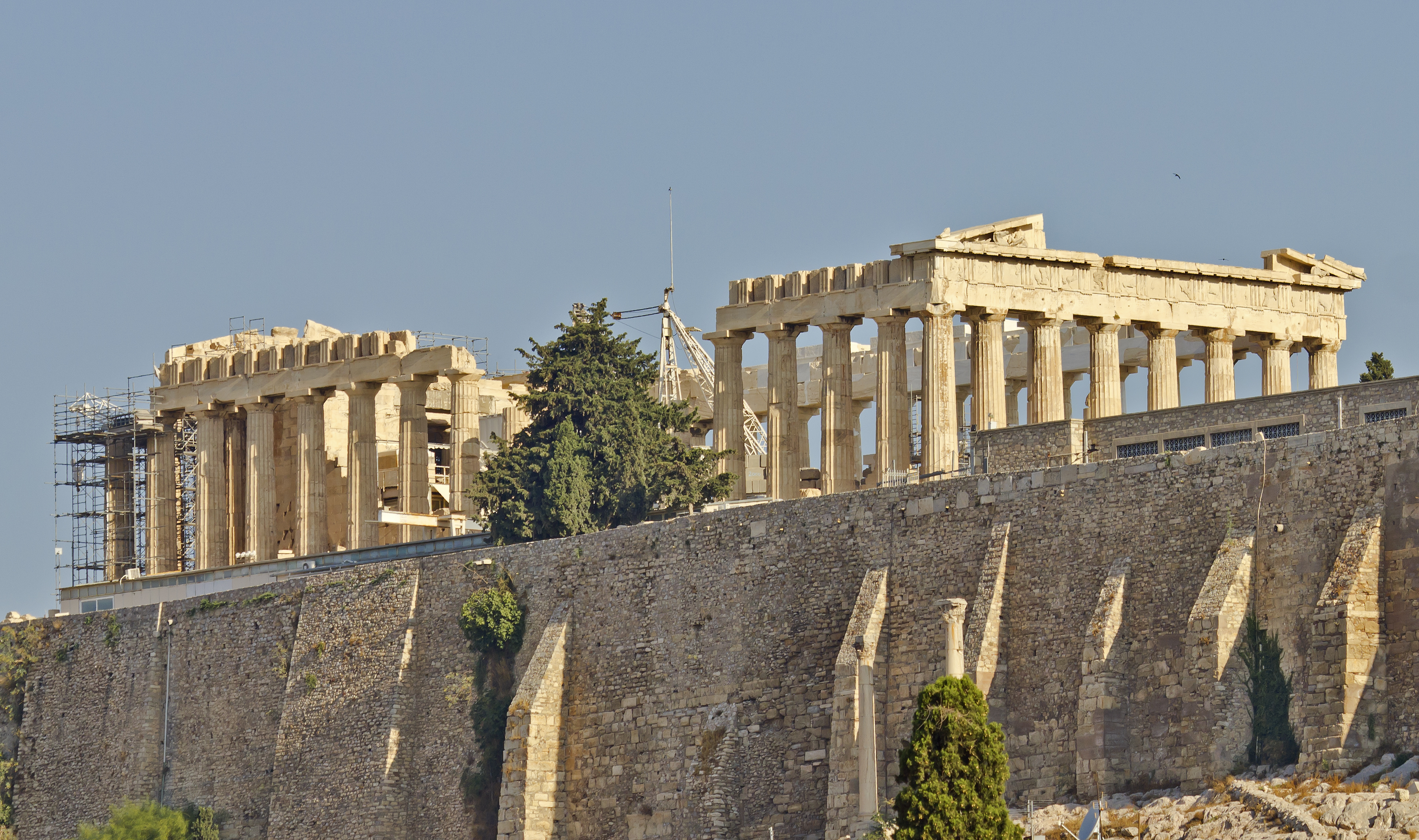
Парфенон
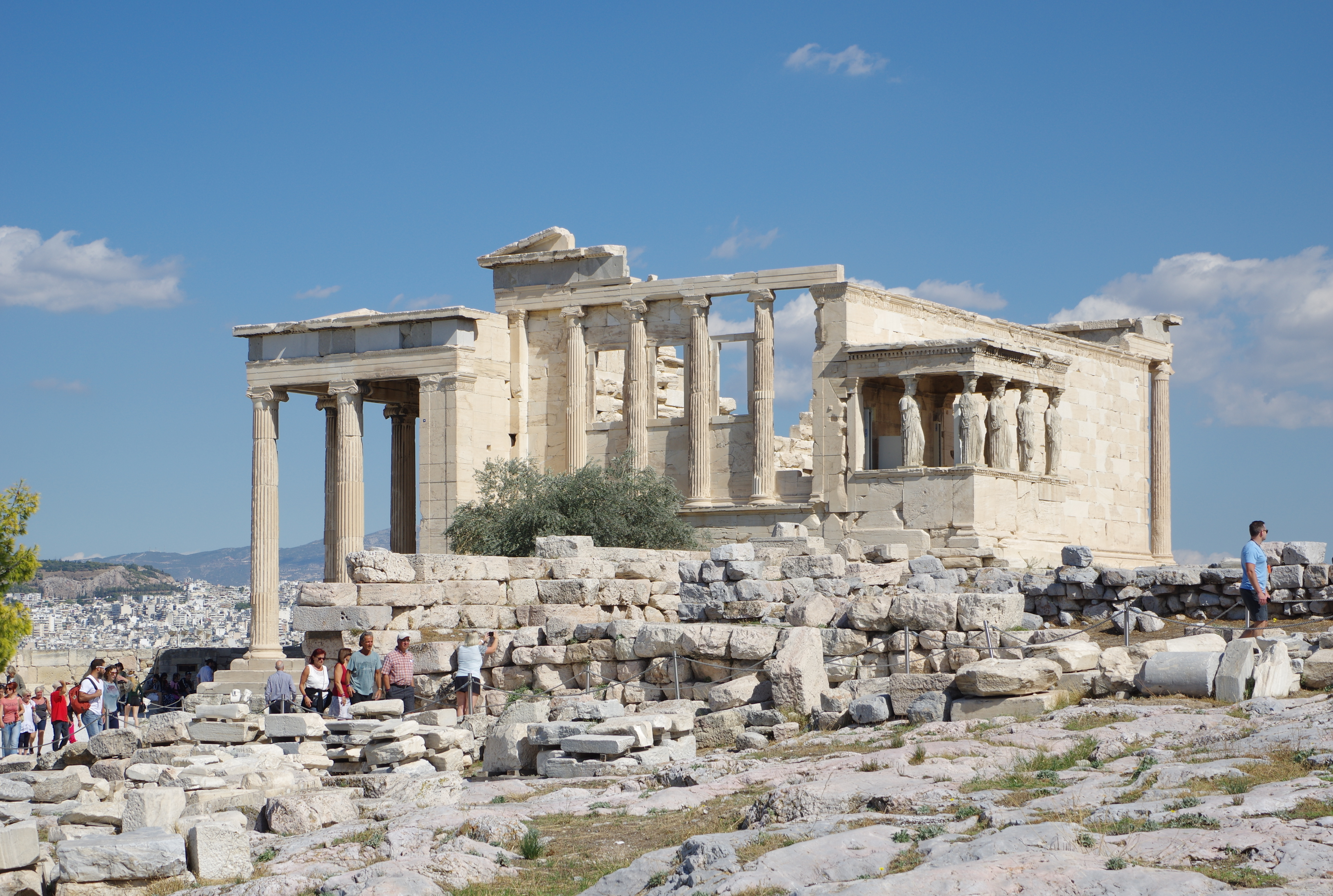
Эрехтейон, юго-западная сторона
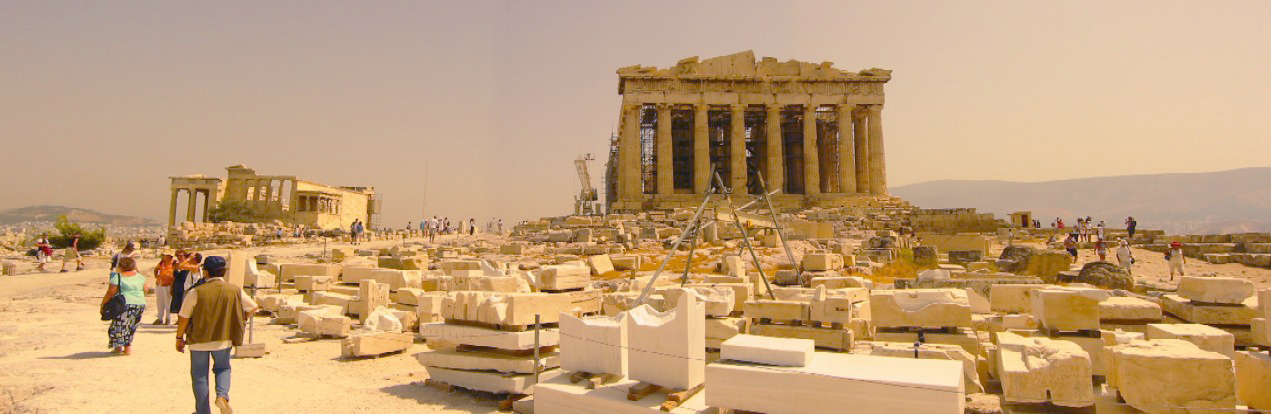
В Афинском Акрополе доминирует Парфенон.
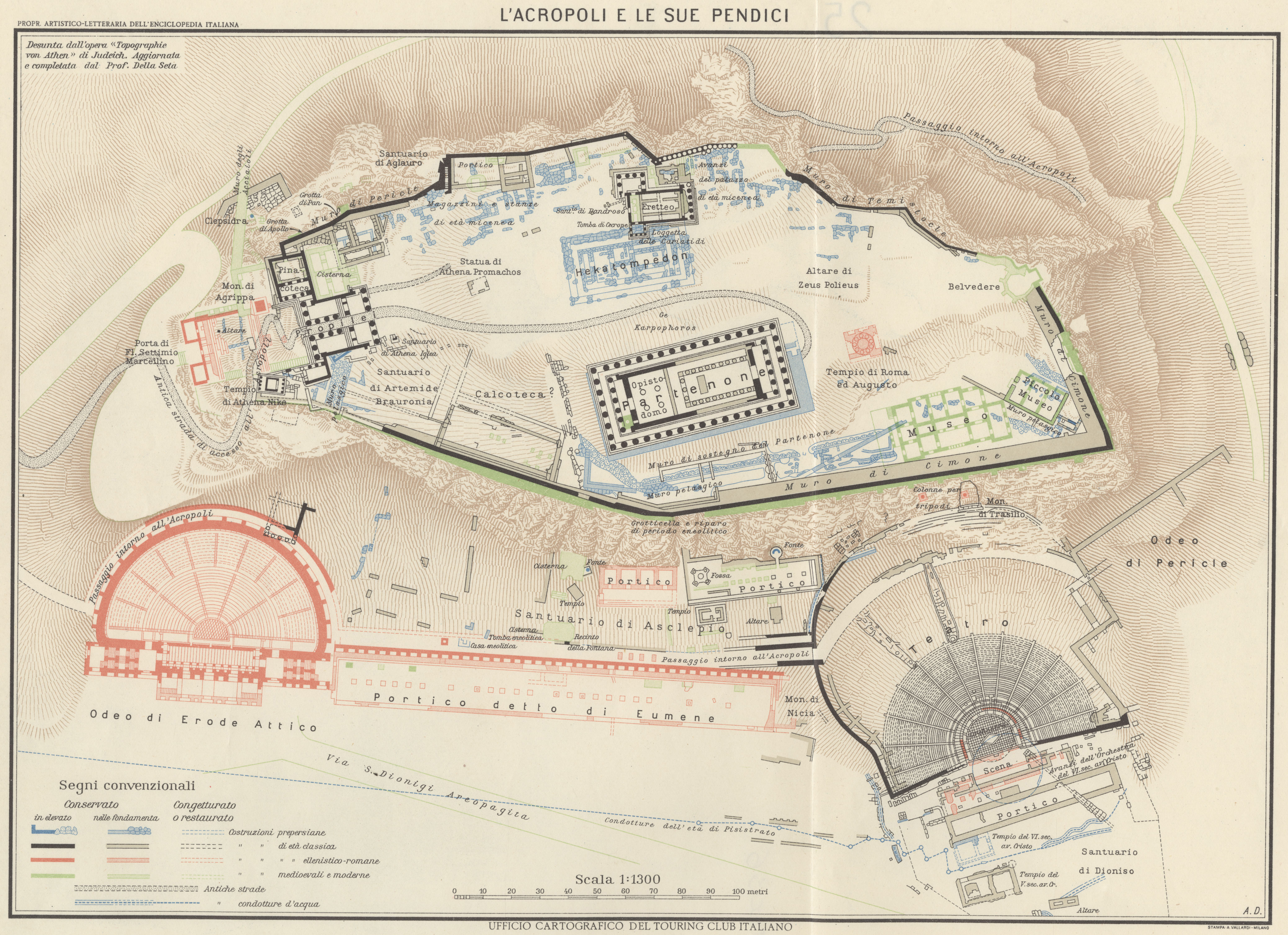
План Афинского Акрополя